# Kary Ng
Kary Ng (nacida el 9 de junio de 1986) es una cantante de pop-rock de Hong Kong. Estudió en la Escuela Internacional Canadiense de Hong Kong. Fue apodada por sus fanes como la "Señora K" por álbum titulado "Lady K Live" y "Lady K: Transformation".
En 2002, a la edad de 15 años, fue una de las nueve integrantes de la banda juvenil femenino Cookies, contrato firmado bajo el sello discográfico Gold Label of EMI Hong Kong.
Más adelante, en 2004 se unió a otra banda de rock llamada Pung Ping y lanzó su álbum titulado "Love & Hate".
En 2006, ella se hizo conocer como solista. Su canción "My Love" se ha sido un éxito y ganó su primer Premio de oro por Commercial Radio Hong Kong Top Ten Gold Songs award.
En enero de 2008, Kary ha realizado una gira de concierto denominado "Kary Lady K live 08". El 30 de mayo de 2008, Kary Ng fue invitada por Leo Ku, para realizar un concierto denominado "The Concert Magic Moments", organizado por una empresa estadounidense en Toronto, Canadá, frente a una multitud de 10.000 personas. Kary comenzó a experimentar con diferentes estilos como los géneros pop, manteniendo su sonido de rock en su estilo musical.

## Discografía

### Cookies
- April 2002 - Happy Birthday - Cookies
- 23 Dec, 2002 - Merry Christmas - Cookies
- 13 Aug, 2003 - All the Best (新曲 + 精選) - Cookies
- January 2004 - 4 Play - Cookies
- July 2004 - 大頭狗仔隊原聲大碟 - Cookies
- October 2004 - 11團火音樂會CD - Cookies
- 17 Dec, 2004 - 4 In Love - Cookies
- 7 Feb, 2005 - 4 In Love[2nd Limited Edition] - Cookies

### Ping Pung
- 20 Aug, 2004 - Love & Hate

### Como solista
- 26 de enero de 2006 - With A Boy Like You
- 8 de junio de 2007 - In Control
- 16 de julio de 2008 - Lady K: TRANSFORMATION
- 12 de diciembre de 2008 - Kary 18 CUTS
- 16 de octubre de 2009 - Keep Breathing
- 28 de enero de 2011 - Carry On
- 15 de noviembre de 2011 - Wo Ben Ren (我本人)
- 18 de noviembre de 2011 - Simpler than LOVE

### Kary & Hardpack
- 06 Aug, 2010 - 合+歡

### Otros
- 22 de agosto de 2005- 903 id club Sammy & Kitty Drama Show - Viva l'amour
- 17 de mayo de 2006 - All About Women (金牌女兒紅)- 偏愛(with Stephy Tang (鄧麗欣))
- 15 de agosto de 2006 - Love @ First Note Original Movie Soundtrack (CD+DVD)
- 14 de junio de 2007 - Another Chivas Music Experience Concert Live - 飛女正傳
- 26 de julio de 2007 Chan Fai Yeung - 12 Faces Of Women (CD+DVD) Track 12- 想這樣得那樣

### Álbum en concierto
- 4 de marzo de 2008 - Kary Lady K live 08
- 23 de mayo de 2008 - MOOV Live 吳雨霏 (digital album)
- 13 de abril de 2011 - Kary On Live 2011 (DVD)
- 20 de mayo de 2011 - Kary On Live 2011 (Blu-ray)

## Filmograf{ia
- Nine Girls and One Ghost (九個女仔一隻鬼) (2002)
- Love Under the Sun (2003)
- Feel 100% 2003 (百分百感覺 2003) (2003)
- My Sweetie (甜絲絲) (2004)
- Dragon Reloaded (龍咁威 2 之皇母娘娘呢?) (2005)
- McDull, The Alumni (春田花花同學會) (2006)
- Love @ First Note (戀愛初歌) (2006)
- Nobody's Perfect (絕代雙嬌) (2008)
- ICAC Investigators 2011 (2011)

## Concierto
- 11, 13, 14 de enero de 2008 - Kary Lady K live 08 in Kowloonbay International Trade & Exhibition Centre Star Hall
- 24 de abril de 2009 - Kary n Alex Concert in The Arts Centre (Melbourne) (with Alex Fong)
- 16 de octubre de 2009 - Neway Music Live 09 x Kary in Kowloonbay International Trade & Exhibition Centre Rotunda 3
- 30 de enero de 2011 - Kary On Live 2011 in Hong Kong Coliseum
- 7 de noviembre de 2011 - Metro Radio HD Digital Concert in AsiaWorld-Expo Arena with Eason Chan, Paul Wong & The Postman[3][4]